# Fruitdale (Dakota del Sud)
Fruitdale és una població dels Estats Units a l'estat de Dakota del Sud. Segons el cens del 2000 tenia 62 habitants.

## Demografia
Segons el cens del 2000, Fruitdale tenia 62 habitants, 23 habitatges, i 18 famílies. La densitat de població era de 74,8 habitants per km².
Dels 23 habitatges en un 47,8% hi vivien nens de menys de 18 anys, en un 65,2% hi vivien parelles casades, en un 8,7% dones solteres, i en un 21,7% no eren unitats familiars. En el 17,4% dels habitatges hi vivien persones soles el 4,3% de les quals corresponia a persones de 65 anys o més que vivien soles. El nombre mitjà de persones vivint en cada habitatge era de 2,7 i el nombre mitjà de persones que vivien en cada família era de 3,11.
Per edats la població es repartia de la següent manera: un 29% tenia menys de 18 anys, un 4,8% entre 18 i 24, un 33,9% entre 25 i 44, un 25,8% de 45 a 60 i un 6,5% 65 anys o més.
L'edat mediana era de 39 anys. Per cada 100 dones de 18 o més anys hi havia 100 homes.
La renda mediana per habitatge era de 26.250 $ i la renda mediana per família de 28.125 $. Els homes tenien una renda mediana de 33.750 $ mentre que les dones 14.500 $. La renda per capita de la població era de 10.932 $. Entorn del 0% de les famílies i el 2,8% de la població estaven per davall del llindar de pobresa.

## Poblacions més properes
El següent diagrama mostra les poblacions més properes.